# Good 4 U
Good 4 U (Eigenschreibweise: good 4 u) ist ein Lied der US-amerikanischen Sängerin Olivia Rodrigo. Das Lied erschien am 14. Mai 2021 als dritte Singleauskopplung ihres Debütalbums Sour und avancierte in mehreren Ländern zum Nummer-eins-Hit.

## Hintergrund
Good 4 U ist nach Drivers License und Deja Vu die dritte Singleauskopplung von Rodrigos am 21. Mai 2021 erschienenem Debütalbum Sour. Am 10. Mai gab Rodrigo via Instagram bekannt, die Single Good 4 U am 14. Mai vorab zu veröffentlichen und am 15. Mai bei Saturday Night Live zu singen.

## Komposition und Text
Wie die ersten beiden Singles von Rodrigo wurde das Lied zusammen mit dem Musikproduzenten Daniel Nigro geschrieben und behandelt eine gescheiterte Liebesbeziehung. Der Übergang zum Refrain basiert auf einem Sample von Paramores Misery Business, wodurch die beiden Autoren Josh Farro und Hayley Williams ebenfalls als Urheber aufgeführt werden. Stilistisch hebt sich der schnelle Pop-Rock-Song Good 4 U allerdings deutlich von den anderen beiden, eher langsamen Liedern ab. Der Text richtet sich an einen Ex-Freund, der nach dem Ende der Beziehung schnell eine neue Partnerin gefunden hat, und ist voll von Sarkasmus, wie beispielsweise im Refrain („Well, good for you, you look happy and healthy“ / dt.: „Gut für dich, du siehst glücklich und gesund aus“).
Die Tonart ist A-Dur und das Tempo liegt bei 167 Schlägen pro Minute. Der Stimmumfang von Rodrigo reicht in Good 4 U von A3 bis E5.

## Musikvideo
Im Musikvideo zu Good 4 U spielt Rodrigo eine Cheerleaderin, die das Zimmer ihres Ex-Freundes zerstört und anzündet, um sich zu rächen. Die Cheerleaderuniform, die Rodrigo trägt, ist identisch mit der Uniform der Antagonistin aus dem Film Plötzlich Prinzessin von 2001. Darüber hinaus enthält das Video mehrere andere Anspielungen, beispielsweise auf die Horrorfilme Audition und Jennifer’s Body. Regie führte Petra Collins.

## Kommerzieller Erfolg

### Chartplatzierungen
Good 4 U stieg in Deutschland auf Rang 30 in die Singlecharts ein. In der vierten Woche erreichte die Single die Spitze der Charts, an der sie sich zwei Wochen lang halten konnte. In Österreich debütierte das Lied auf Platz 11 und belegte in den folgenden vier Wochen den ersten Platz. In der Schweiz stieg Good 4 U auf Platz 24 in die Singlecharts ein und erreichte zwei Wochen später die Spitzenplatzierung, auf der das Lied drei Wochen lang zu finden war. Im Vereinigten Königreich belegte die Single fünf Wochen lang die Chartspitze, in den Vereinigten Staaten erreichte sie in der Debütwoche Platz eins. Darüber hinaus konnte sich Good 4 U unter anderem auch in Australien, Belgien, Dänemark, Irland, Kanada, den Niederlanden, Neuseeland, Norwegen, Portugal und Singapur auf Platz eins der Singlecharts platzieren.
Gleichzeitig mit der Single Good 4 U erreichte Rodrigos Debütalbum Sour Rang eins der britischen Charts, womit ihr als jüngster Interpretin ein „chart double“ gelang. Laut Chris Molanphy von Slate ist Good 4 U der erste echte Rock-Titel an der Spitze der Billboard 100 seit mindestens 2012 (We Are Young), abhängig davon, was man als Rock definiert.
| ChartsChartplatzierungen       | Höchstplatzierung | Wochen |
| ------------------------------ | ----------------- | ------ |
| Deutschland (GfK)              | 1 (60 Wo.)        | 60     |
| Österreich (Ö3)                | 1 (57 Wo.)        | 57     |
| Schweiz (IFPI)                 | 1 (54 Wo.)        | 54     |
| Vereinigte Staaten (Billboard) | 1 (51 Wo.)        | 51     |
| Vereinigtes Königreich (OCC)   | 1 (61 Wo.)        | 61     |

| ChartsJahrescharts (2021)      | Platzierung |
| ------------------------------ | ----------- |
| Deutschland (GfK)              | 10          |
| Österreich (Ö3)                | 4           |
| Schweiz (IFPI)                 | 14          |
| Vereinigte Staaten (Billboard) | 5           |
| Vereinigtes Königreich (OCC)   | 2           |

| ChartsJahrescharts (2022)      | Platzierung |
| ------------------------------ | ----------- |
| Deutschland (GfK)              | 65          |
| Österreich (Ö3)                | 43          |
| Schweiz (IFPI)                 | 86          |
| Vereinigte Staaten (Billboard) | 31          |
| Vereinigtes Königreich (OCC)   | 41          |

### Auszeichnungen für Musikverkäufe
| Land/Region                  | Auszeichnungen für Musikverkäufe (Land/Region, Auszeichnung, Verkäufe) | Verkäufe   |
| ---------------------------- | ---------------------------------------------------------------------- | ---------- |
| Australien (ARIA)            | 11× Platin                                                             | 770.000    |
| Brasilien (PMB)              | 5× Diamant                                                             | 800.000    |
| Dänemark (IFPI)              | 2× Platin                                                              | 180.000    |
| Deutschland (BVMI)           | 3× Gold                                                                | 600.000    |
| Frankreich (SNEP)            | Diamant                                                                | 333.333    |
| Griechenland (IFPI)          | Platin                                                                 | 20.000     |
| Italien (FIMI)               | Platin                                                                 | 70.000     |
| Kanada (MC)                  | Diamant                                                                | 800.000    |
| Mexiko (AMPROFON)            | Diamant · + 2× Platin                                                  | 980.000    |
| Neuseeland (RMNZ)            | 5× Platin                                                              | 150.000    |
| Norwegen (IFPI)              | 2× Platin                                                              | 120.000    |
| Polen (ZPAV)                 | 2× Platin                                                              | 100.000    |
| Portugal (AFP)               | 3× Platin                                                              | 30.000     |
| Schweden (IFPI)              | 2× Platin                                                              | 160.000    |
| Spanien (Promusicae)         | 2× Platin                                                              | 120.000    |
| Vereinigte Staaten (RIAA)    | 7× Platin                                                              | 7.000.000  |
| Vereinigtes Königreich (BPI) | 4× Platin                                                              | 2.400.000  |
| Zentralamerika (CFC)         | Gold                                                                   | 35.000     |
| Insgesamt                    | 2× Gold · 45× Platin · 8× Diamant ·                                    | 14.678.333 |

Hauptartikel: Olivia Rodrigo/Auszeichnungen für Musikverkäufe